# Volbeats priser og nomineringer
Volbeat er et dansk heavy metalband, der blev dannet i København i 2001. Bandet består af de fire medlemmer Michael Poulsen (forsanger og guitarist), Anders Kjølholm (bassist), Jon Larsen (trommeslager) og Rob Caggiano (guitarist). Bandet har udgivet seks studiealbum, 26 singler, to DVD'er og to demoer.
De har modtaget 16 nomineringer til Danish Metal Awards og har vundet de fire. Volbeat er også blevet nomineret til otte Danish Music Awards og har vundet de tre. Derudover har de vundet priser ved Årets Steppeulv i 2006, P3 Guld for "Årets lytterhit" fire gange og Zulu Awards i 2008, og de har været nomineret til den amerikanske Grammyuddeling.

## Danish Metal Awards
Danish Metal Awards var en årlig prisuddeling inden rock- og heavy metalmusik, der blev etableret i 2004. De først priser blev uddelt i 2005, og de sidste blev givet i 2009, inden foreningen blev opløst i 2010. Volbeat har modtaget fem priser ud af i alt 15 nomineringer.
| År   | Modtager/nomineret arbejde           | Pris                          | Resultat  |
| ---- | ------------------------------------ | ----------------------------- | --------- |
| 2005 | The Strength / The Sound / The Songs | Metal album of the year       | Nomineret |
| 2005 | The Strength / The Sound / The Songs | Metal debut album of the year | Vundet    |
| 2005 | The Strength / The Sound / The Songs | Metal album cover of the year | Nomineret |
| 2005 | Volbeat                              | Årets liveband                | Nomineret |
| 2006 | Volbeat                              | Årets liveband                | Vundet    |
| 2007 | Rock The Rebel / Metal The Devil     | Bedste album                  | Vundet    |
| 2007 | Rock The Rebel / Metal The Devil     | Bedste produktion             | Nomineret |
| 2007 | Rock The Rebel / Metal The Devil     | Bedste albumcover             | Nomineret |
| 2007 | "Radio Girl"                         | Bedste musikvideo             | Nomineret |
| 2007 | Volbeat                              | Årets liveband                | Nomineret |
| 2008 | Guitar Gangsters & Cadillac Blood    | Bedste album                  | Vundet    |
| 2008 | Guitar Gangsters & Cadillac Blood    | Bedste produktion             | Vundet    |
| 2008 | Guitar Gangsters & Cadillac Blood    | Bedste albumcover             | Nomineret |
| 2008 | "Maybellene i Hofteholder"           | Bedste musikvideo             | Nomineret |
| 2009 | "We"                                 | Bedste musikvideo             | Nomineret |

## Danish Music Awards
Danish Music Awards er en årlig pirsuddeling, der blev etableret i 1989 af den danske afdeling af IFPI. Volbeat har modtaget fjorten nomineringer og har vundet de tre.
| År   | Modtager/nomineret arbejde        | Pris                        | Resultat  |
| ---- | --------------------------------- | --------------------------- | --------- |
| 2008 | Rock The Rebel / Metal The Devil  | Årets Danske Album          | Nomineret |
| 2008 | Rock The Rebel / Metal The Devil  | Årets Danske Rock Udgivelse | Nomineret |
| 2008 | Volbeat                           | Årets Danske Gruppe         | Nomineret |
| 2008 | Michael Poulsen                   | Bedste sanger               | Nomineret |
| 2009 | Volbeat                           | Årets Danske Gruppe         | Nomineret |
| 2009 | Guitar Gangsters & Cadillac Blood | Årets Danske Rock Udgivelse | Nomineret |
| 2011 | Volbeat                           | Årets Danske Gruppe         | Nomineret |
| 2011 | Beyond Hell/Above Heaven          | Årets Danske Rock Udgivelse | Nomineret |
| 2013 | Volbeat                           | Årets Danske Gruppe         | Vundet    |
| 2013 | Outlaw Gentlemen & Shady Ladies   | Årets Danske Rock Udgivelse | Vundet    |
| 2016 | Seal the Deal & Let's Boogie      | Årets Danske Rock Udgivelse | Nomineret |
| 2017 | Volbeat                           | Årets Danske Livenavn       | Vundet    |
| 2019 | Volbeat                           | Årets Danske Gruppe         | Nomineret |
| 2019 | Volbeat                           | Årets Danske Rocknavn       | Nomineret |

## Gaffa-prisen
Gaffa-prisen gives årligt ved en læserafstemning i musikmagasinet GAFFA. Volbeat har vundet seks priser.
| År   | Modtager/nomineret arbejde      | Pris                                 | Resultat  |
| ---- | ------------------------------- | ------------------------------------ | --------- |
| 2007 | Volbeat                         | Årets danske band                    | No. 3     |
| 2007 | "The Garden's Tale"             | Bedste danske hit                    | No. 7     |
| 2008 | Volbeat                         | Årets Dansk Band                     | No. 3     |
| 2008 | Live: Sold Out!                 | Årets Danske DVD                     | No. 2     |
| 2010 | Beyond Hell/Above Heaven        | Årets Danske Hard Rock-udgivelse     | Vundet    |
| 2013 | Outlaw Gentlemen & Shady Ladies | Årets Danske Hard Rock-udgivelse     | Vundet    |
| 2013 | Volbeat                         | Årets Danske Band                    | Nomineret |
| 2016 | Seal the Deal & Let's Boogie    | Årets Danske Udgivelse               | Nomineret |
| 2016 | Volbeat                         | Årets Danske Band                    | Vundet    |
| 2016 | "For Evigt"                     | Årets Danske Hit                     | Vundet    |
| 2016 | Seal the Deal & Let's Boogie    | Årets Danske Hard Rock-udgivelse     | Vundet    |
| 2016 | Volbeat                         | Årets Danske Livenavn                | Nomineret |
| 2020 | Rewind, Replay, Rebound         | Årets Danske Udgivelse               | Nomineret |
| 2020 | Volbeat                         | Årets Danske Band                    | Vundet    |
| 2020 | Rewind, Replay, Rebound         | Årets Danske Hard Rock-udgivelse     | Nomineret |
| 2020 | Volbeat                         | Årets Danske Livenavn                | Nomineret |
| 2022 | Volbeat                         | Årets Danske Band                    | Nomineret |
| 2022 | Servant of the Mind             | Årets danske hardrock/metaludgivelse | Nomineret |

Desuden har musikmagasinets egne anmeldere sammensat lister over årets bedste udgivelser i forskellige kategorier, hvor Volbeats album og sange har været iblandt.
| År   | Modtager/nomineret arbejde       | Pris                 | Resultat |
| ---- | -------------------------------- | -------------------- | -------- |
| 2007 | Rock The Rebel / Metal The Devil | Bedste danske album  | No. 7    |
| 2007 | "The Garden's Tale"              | Bedste danske single | Vundet   |

## Grammy Awards
Grammy Awards er en årlig prisuddeling, der uddeles af National Academy of Recording Arts and Sciences i USA. Volbeat var nomineret for Best Metal Performance i 2014.
| År   | Modtager/nomineret arbejde | Pris                   | Resultat  |
| ---- | -------------------------- | ---------------------- | --------- |
| 2014 | "Room 24"                  | Best Metal Performance | Nomineret |

## iHeartRadio Music Awards
iHeartMedia er en årlig prisuddeling, der hylder musik fra iHeartMedias platforme. Priserne er uddelt siden 2014.
| År   | Modtager/nomineret arbejde   | Pris                    | Resultat  |
| ---- | ---------------------------- | ----------------------- | --------- |
| 2017 | Volbeat                      | Rock Artist of the Year | Nomineret |
| 2017 | "The Devil's Bleeding Crown" | Rock Song of the Year   | Nomineret |

## Metal Hammer
Det tyske musikmagasin Metal Hammer har ved flere læserafstemninger haft Volbeat og dets materiale blandt de foretrukne kunstnere.
| År   | Modtager/nomineret arbejde        | Pris                    | Resultat |
| ---- | --------------------------------- | ----------------------- | -------- |
| 2007 | Rock The Rebel / Metal The Devil  | Månedens Album          | Vundet   |
| 2007 | Rock The Rebel / Metal The Devil  | Årets Album 2007        | Vundet   |
| 2008 | Guitar Gangsters & Cadillac Blood | Årets Bedste Album      | No. 6    |
| 2008 | Guitar Gangsters & Cadillac Blood | Årets Bedste Cover      | No. 8    |
| 2010 | "Heaven Nor Hell"                 | Årets Bedste Sang       | No. 7    |
| 2010 | "Evelyn"                          | Årets Bedste Sang       | No. 5    |
| 2010 | "Fallen"                          | Årets Bedste Sang       | No. 1    |
| 2010 | "Fallen"                          | Årets Bedste Musikvideo | No. 4    |
| 2010 | Beyond Hell/Above Heaven          | Årets bedste album      | Vundet   |

### Metal HammerAwards
Musikmagasinet Metal Hammer har siden 2009 afholdt et prisuddelingsshow. Volbeat har vundet to priser.
| År   | Modtager/nomineret arbejde | Pris                          | Resultat |
| ---- | -------------------------- | ----------------------------- | -------- |
| 2009 | Volbeat                    | Årets nye navn ("Aufsteiger") | Vundet   |
| 2011 | Volbeat                    | Bedste internationale band    | Vundet   |

## MTV Europe Music Awards
MTV Europe Music Awards er en årlig prisuddeling etableret i 1994 af MTV Europe. Volbeat har været nomineret til Best Danish act to gange.
| År   | Modtager/nomineret arbejde | Pris    | Resultat  |
| ---- | -------------------------- | ------- | --------- |
| 2007 | Best Danish act            | Volbeat | Nomineret |
| 2008 | Best Danish act            | Volbeat | Nomineret |

## P3 Guld
P3 Guld er en årlig prisuddeling etableret af DR P3. Volbeat har vundet "P3 Lytterhyttet" fire gange.
| År   | Modtager/nomineret arbejde | Pris                       | Resultat  |
| ---- | -------------------------- | -------------------------- | --------- |
| 2007 | P3 Gennembruddet           | Volbeat                    | Nomineret |
| 2007 | P3 Lytterhyttet            | "The Garden's Tale"        | Vundet    |
| 2008 | P3 Lytterhyttet            | "Maybellene i Hofteholder" | Vundet    |
| 2011 | P3 Lytterhyttet            | "Fallen"                   | Vundet    |
| 2016 | P3 Lytterhyttet            | "For Evigt"                | Vundet    |

## Årets Steppeulv
Årets Steppeulv er en årlig prisuddeling der blev etableret af Foreningen af Danske Musikkritikere i 2003. Volbeat har vundet én pris ud af fire nomineringer.
| År   | Modtager/nomineret arbejde | Pris            | Resultat  |
| ---- | -------------------------- | --------------- | --------- |
| 2006 | Volbeat                    | Årets Håb       | Vundet    |
| 2006 | Michael Poulsen            | Årets sanger    | Nomineret |
| 2006 | Michael Poulsen            | Årets komponist | Nomineret |
| 2009 | Volbeat                    | Årets Orkester  | Nomineret |

## Zulu Awards
Zulu Awards er en årlig prisoverrækkelser, der bliver arrangeret af TV 2 Zulu. Volbeat har vundet én pris.
| År   | Modtager/nomineret arbejde | Pris         | Resultat  |
| ---- | -------------------------- | ------------ | --------- |
| 2008 | Michael Poulsen            | Årets sanger | Vundet    |
| 2009 | Michael Poulsen            | Årets sanger | Nomineret |

## Andre nomineringer og priser
|             | År   | Modtager/nomineret arbejde        | Pris                               | Resultat  |
| ----------- | ---- | --------------------------------- | ---------------------------------- | --------- |
| Rock Hard   | 2008 | Guitar Gangsters & Cadillac Blood | Månedens Album                     | Vundet    |
| Rock Hard   | 2008 | Guitar Gangsters & Cadillac Blood | Årets Album                        | No. 5     |
| Echo awards | 2011 | Beyond Hell/Above Heaven          | Best International Alternative Act | Nomineret |
| Echo awards | 2014 | Outlaw Gentlemen & Shady Ladies   | Best International Alternative Act | Vundet    |
| Echo awards | 2017 | Seal the Deal & Let's Boogie      | Best International Alternative Act | Nomineret |